# Tavíkovice
Tavíkovice település Csehországban, a Znojmói járásban. Tavíkovice Přeskače, Běhařovice, Horní Kounice, Újezd, Rouchovany és Přešovice településekkel határos. Lakosainak száma 561 fő (2024. január 1.).

## Népesség
A település lakosságának változását az alábbi diagram mutatja:
| Lakosok száma | 541  | 608  | 837  | 713  | 467  | 617  | 587  | 590  | 576  | 561  |
|               | 1869 | 1890 | 1921 | 1950 | 1980 | 2001 | 2017 | 2019 | 2022 | 2024 |